# 洛旺苗族乡
洛旺苗族乡是中华人民共和国云南省昭通市彝良县下辖的一个民族乡。

## 行政区划
洛旺苗族乡下辖以下村级行政区划单位：
洛旺村、联合村、木营村、云丰村、树草坪村、茶园村、怀来村和中厂村。